# 吳玭 (弘治進士)
吳玭（1455年—？），字子懷，福建漳州府龍溪縣人，軍籍，明朝政治人物。

## 生平
福建鄉試第四十二名舉人。弘治三年（1490年）中式庚戌科會試第一百五十六名，三甲第九十八名進士。南京都察院理刑，十二年四月实授南京山東道監察御史。

## 家族
曾祖吳敏雍；祖父吳仲，知縣；父吳玉文，母蔡氏。永感下。弟顼、弼。